# Pfarrkirche Hallein

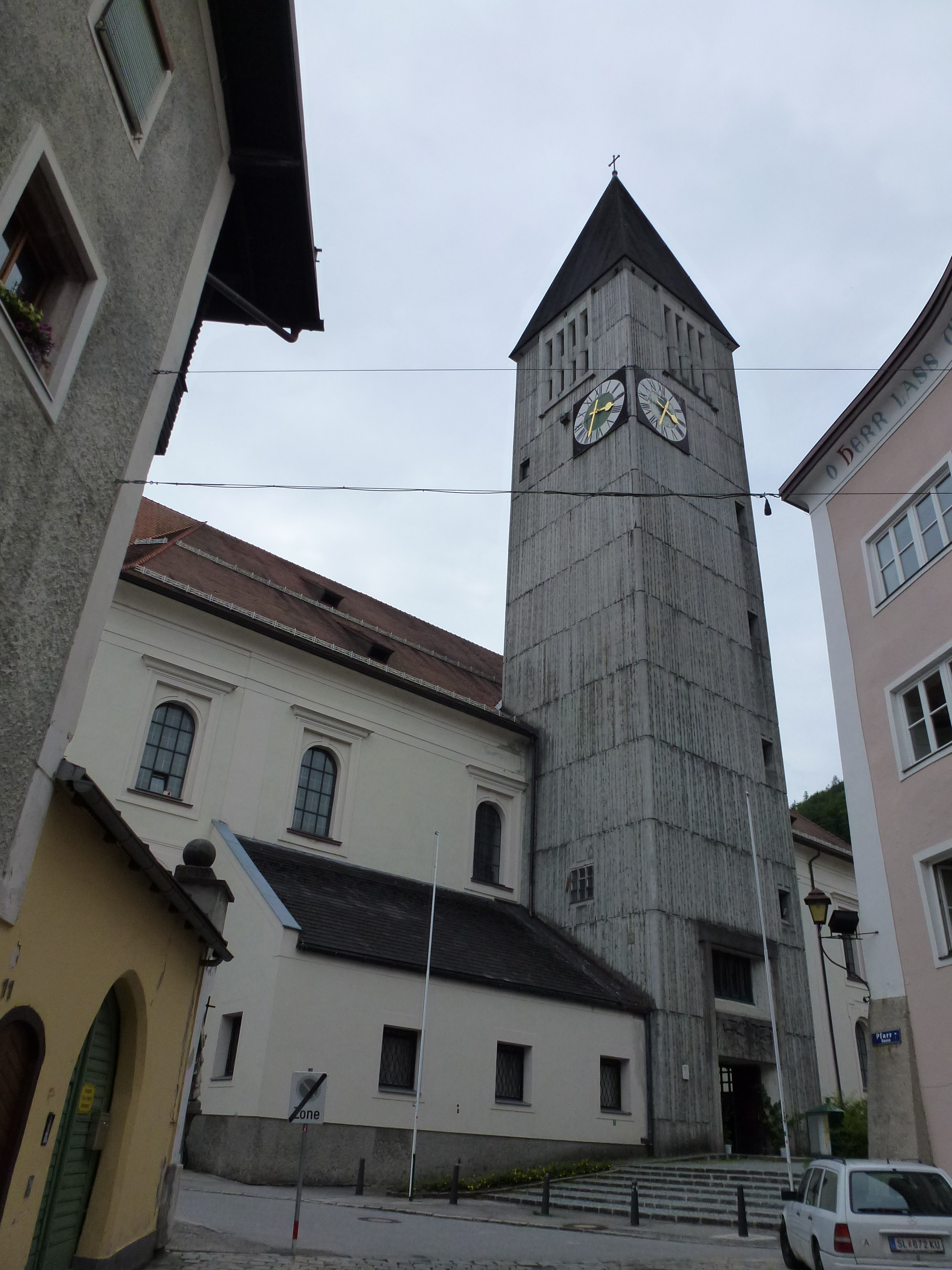
Kath. Dekanatskirche hl. Antonius Eremit in Hallein

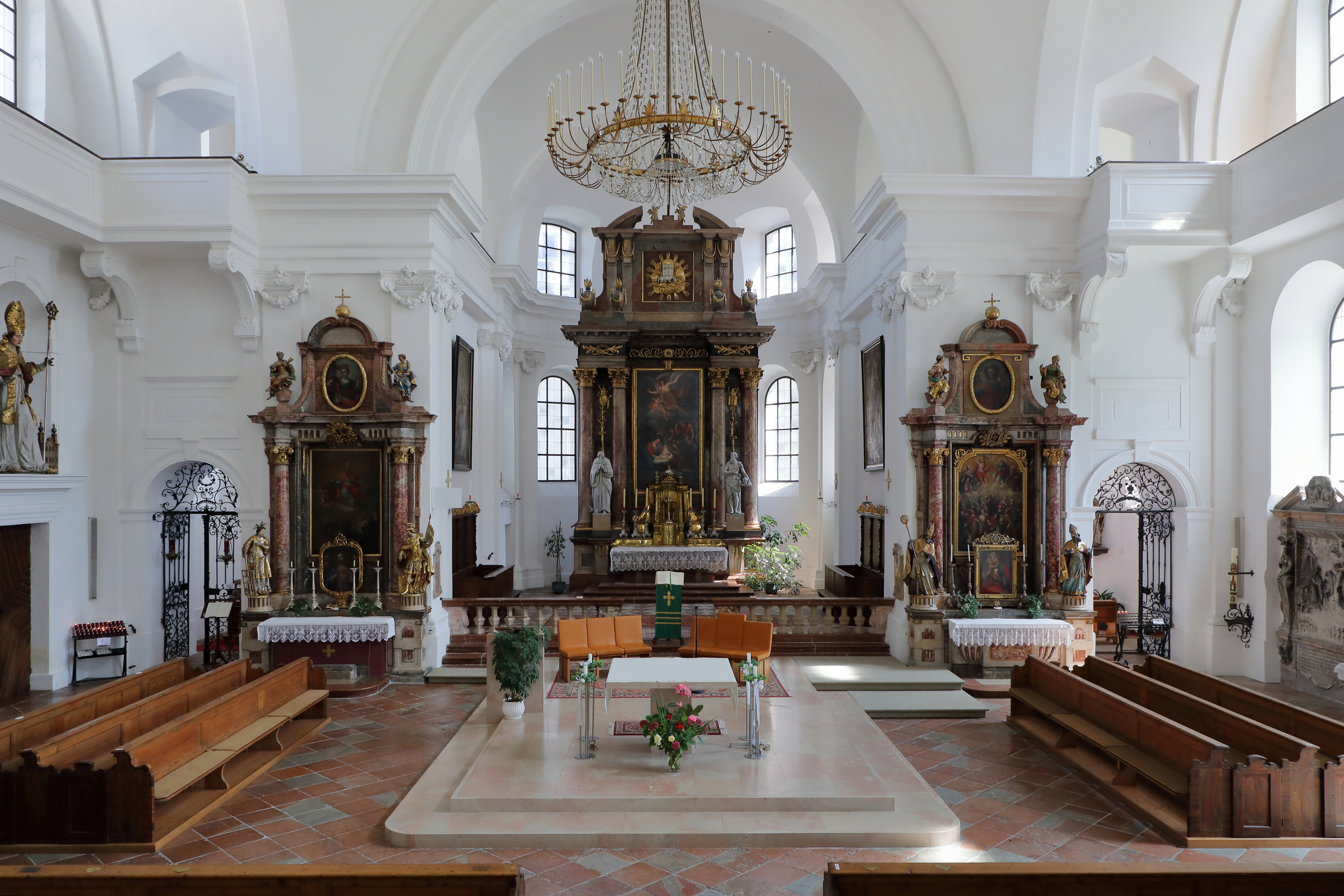
Vom Langhaus zum Chor

Die römisch-katholische Dekanatspfarrkirche Hallein steht im Ort Hallein in der Stadtgemeinde Hallein im Bezirk Hallein im Land Salzburg. Die Pfarrkirche zu den hll. Antonius Eremit und Hieronymus gehört zum Dekanat Hallein in der Erzdiözese Salzburg. Das Patrozinium wird am Antoniustag, dem 17. Jänner, gefeiert. Die Kirche steht unter Denkmalschutz.

## Geschichte
Romanik
Der romanische Kirchenbau dürfte in den letzten Jahren des 12. Jahrhunderts errichtet worden sein, als sich die Siedlung „Mühlbach“ durch die wachsende Bedeutung des Halleiner Salzbergwerks rasch auszudehnen begann. Diese Kirche wurde 1206 erstmals urkundlich erwähnt. Im 13. Jahrhundert wurde ein sechsgeschoßiger Turm angebaut. Eine weitere urkundliche Erwähnung ist mit 1347 datiert.
Gotik
Bis 1533 war die Kirche dem Stift St. Peter inkorporiert. Am Ende des 14. Jahrhunderts erfolgte unter Pfarrer Eberhard Pachmayer ein Umbau im gotischen Stil. Der Grundriss blieb unverändert, die hölzernen Flachdecken tauschte man gegen ein Rippengewölbe aus. Anstelle der romanischen Apsis wurde ein hoher Quadratischer Chor mit 3/8-Schluss und darunterliegender Krypta errichtet.
Klassizismus
Nachdem der Entwurf eines Halleiner Baumeisters abgelehnt worden war, entstand von 1769 bis 1775 nach den Plänen des Architekten Wolfgang Hagenauer der Neubau. Das Kirchenschiff wurde um 10 Meter nach Westen, über einen aufgelassenen Friedhof hinweg, verlängert. Der Kirchenraum erhielt zwei weitgespannte Kuppelgewölbe, wodurch die Seitenschiffe mit den Pfeilerreihen wegfielen. Der Chor mit darunterliegender Krypta, Teile der Außenmauern und der Turm wurden in den Neubau integriert. 1787 erhielt der romanische Turm eine Turmkuppel, das alte Spitzdach war zu erneuern. Entworfen wurde das Turmdach von Wolfgang Hagenauer. Nachdem alle neuen Altäre der Kirche fertiggestellt waren, wurde die Kirche am 25. Mai 1800 vom Fürstbischof von Chiemsee, Sigmund Christof Graf Zeil, neu konsekriert.
1. Weltkrieg und Zwischenkriegszeit
Am 14. Oktober 1916 wurden alle Glocken der Pfarrkirche Hallein für die Militäraufsicht in Salzburg durch eine Oberndorfer Zimmermeisterfirma abmontiert, zusammen mit den Glocken der Pfarrtürme Dürrnberg, Oberalm und Puch wurden 9,051 Tonnen Bronze für die Rüstungsindustrie beschlagnahmt.
1926 fand eine große Volkssammlung für ein neues Geläut für die Pfarrkirche statt. Die neuen Glocken, gegossen von der Salzburger Firma Oberascher, konnten noch im selben Jahr geweiht werden.
Großbrand 1943
Bei dem Großbrand, der am 22. März 1943 vom Augustinerkloster Hallein ausging, wurde der Dachstuhl der Stadtpfarrkirche vernichtet, der Bildstock an der Dürrnbergstraße zerstört und der Kirchturm schwer in Mitleidenschaft gezogen, dieser stürzte in Folge der enormen Hitzeeinwirkung auf das romanische Mauerwerk im Jahr 1945 ein. In den Jahren 1953/1954 erfolgte eine Kirchenrestaurierung.
Neuer Kirchturm und neue Glocken
1965 erhielt Hallein wieder einen Kirchturm nach Plänen des Architekten Jakob Adlhart, das Relief, signiert mit JA 66, über dem Portal ist von dessen Vater Jakob Adlhart (Bildhauer).
Die Glockengießerei Oberascher fertigte im Jahr 1968 alle sechs Glocken für den neuen Kirchturm.
Als Motiv weisen diese eine „Moll-Mischform“ auf. In der Glockenstube befinden sich die Salvatorglocke (168,1 cm, 3109 kg, h°), die Rupertusglocke (140,2 cm, 1850 kg, d′), die Schutzmantelmadonnaglocke (126,1 cm, 1258 kg, e′), die Antoniusglocke (112,1 cm, 884 kg, fis′), die Thomasglocke (94,9 cm, 528 kg, a′) und die Josefsglocke (84,2 cm, 364 kg, h′).

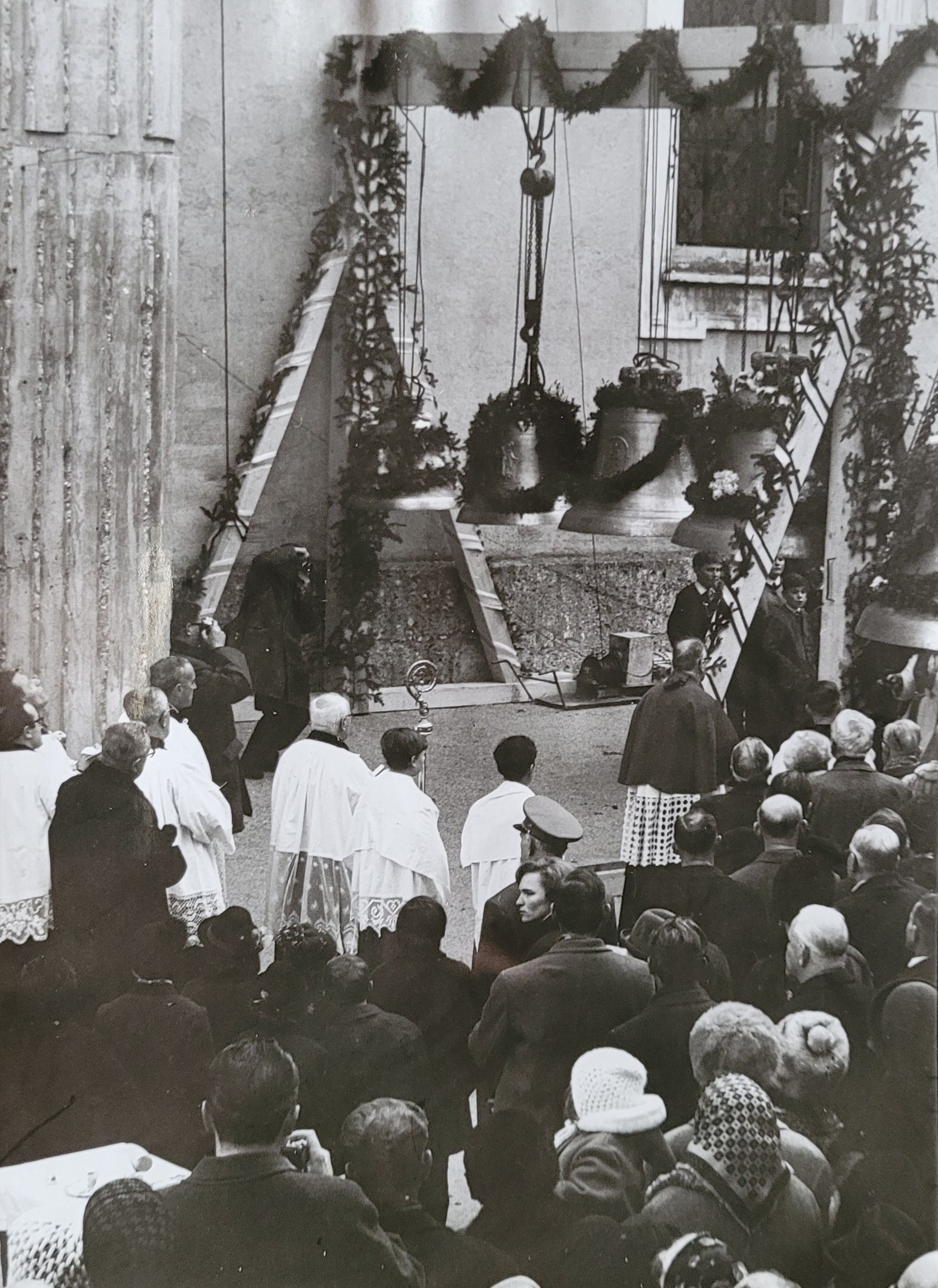
Glockenweihe 1968

## Architektur
Der einschiffige klassizistische Saalbau mit zwei Kuppelgewölben und einem gotischen Chor mit Krypta hat einen Nordturm der Moderne.

## Ausstattung
Der Hochaltar von 1799 mit einem Marmor-Aufbau baute Johann Anton Högler. Das Hochaltarblatt Anbetung der Hirten malte Andreas Nesselthaler. Die seitlichen Konsolfiguren Antonius Eremit und Hieronymus schuf Franz Xaver Nißl. Der Tabernakel ist von 1880. Die Seitenaltäre mit Marmoraufbauten schuf Johann Doppler (um 1790).
In der linken Seitenkapelle befindet sich eine Holzskulptur, Judas Thaddäus, des Halleiner Bildhauers Max Domenig.

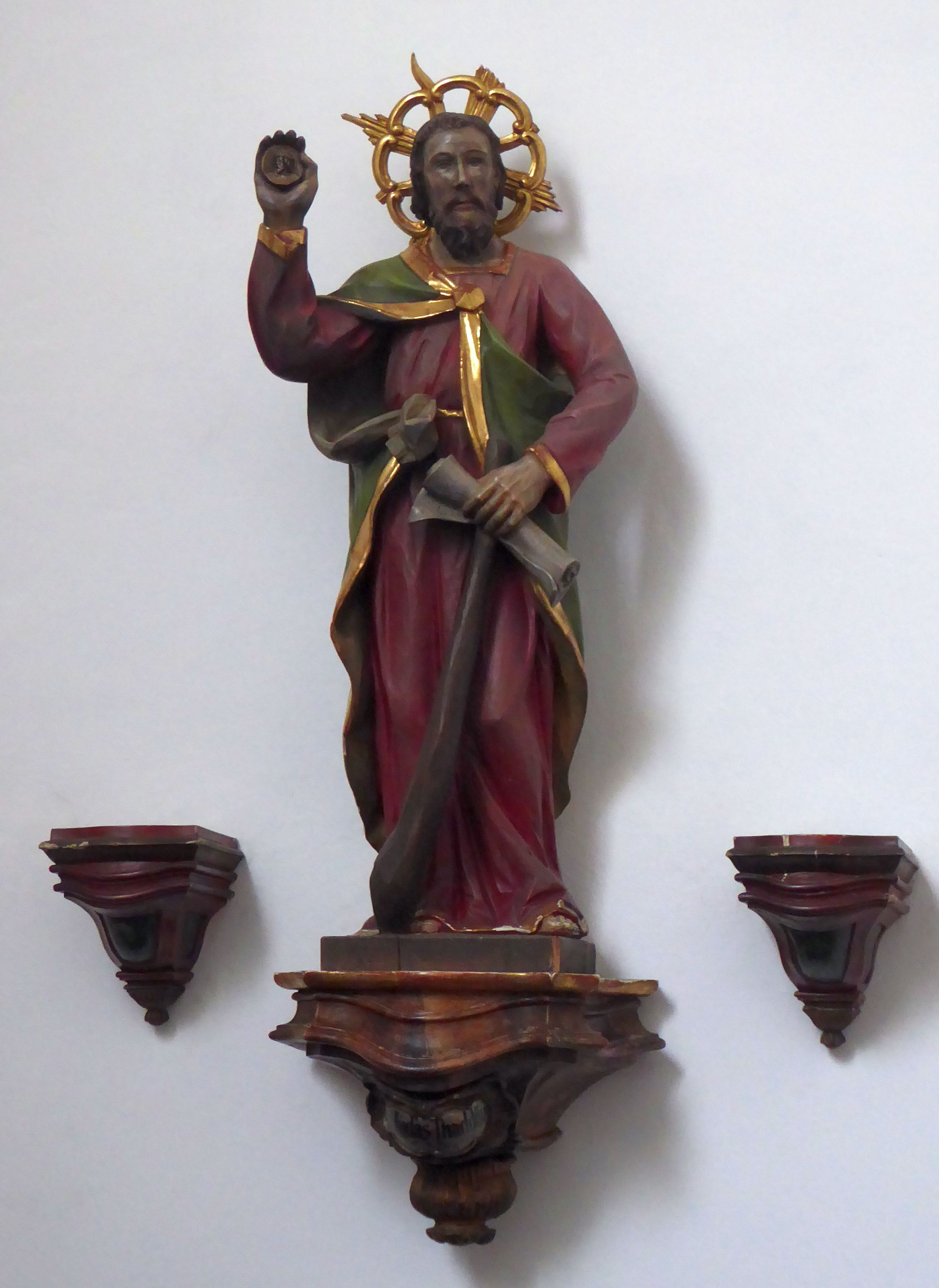
Judas Thaddäus

## Orgeln

### Chororgel
Die Kirche besaß bis 1879 eine Chororgel, Franz Xaver Gruber jun. schrieb 1870: „Im Presbyterium steht ein Positiv mit 4 Registern.“ Das Positiv wurde 1879 von Dechant (1872–1903) Johann Bap. Moser (* 25. Mai 1814 in Köstendorf; † 12. März 1903 in Hallein) um 50 Gulden nach Scheffau verkauft.

### „Gruber-Orgel“

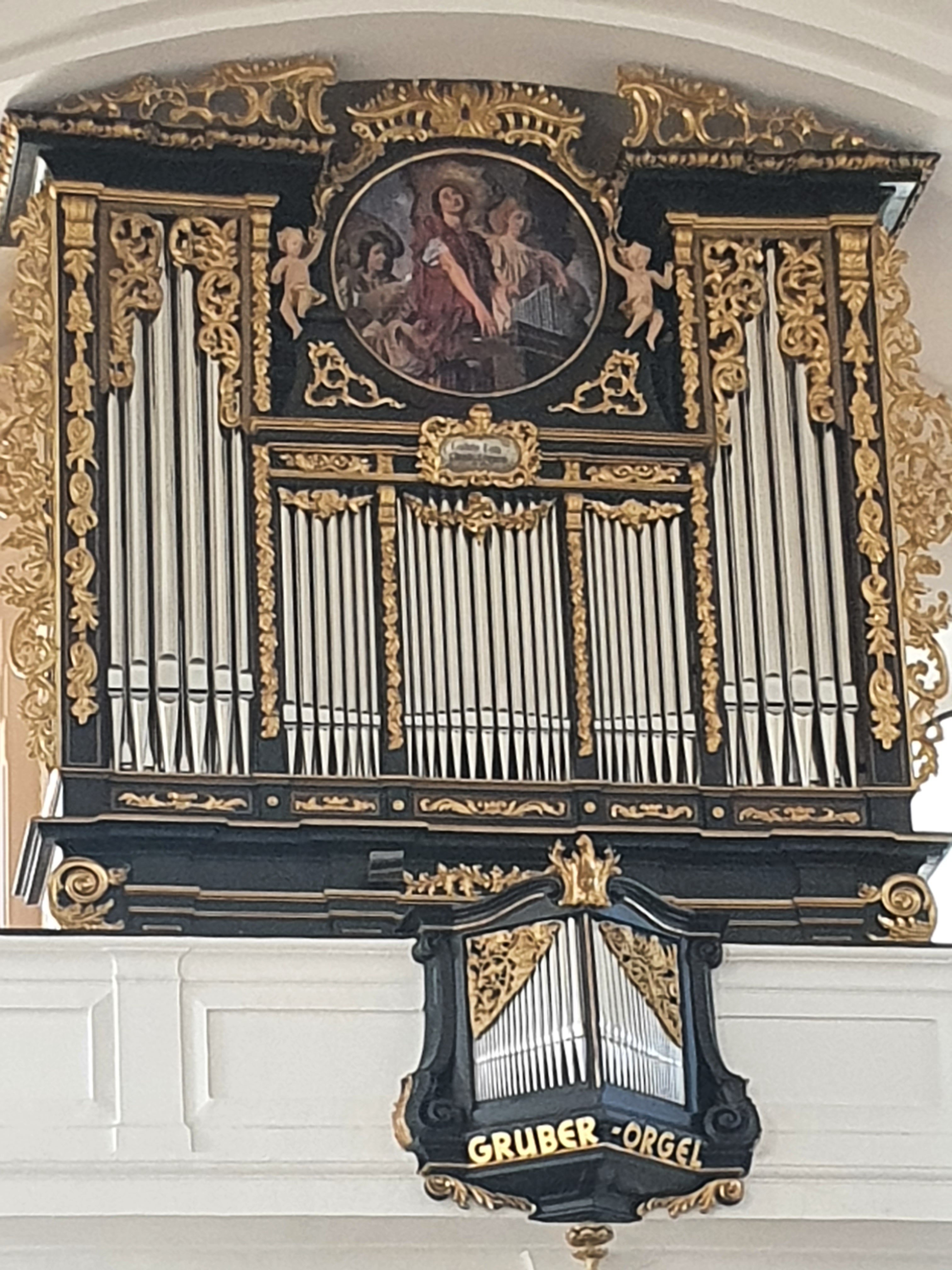
„Gruber-Orgel.“ Inschrift:
Laudate Eum [in] Chordis & Organo

Die Orgel wurde 1704 geschaffen und stammte wahrscheinlich von Christoph Egedacher. Das Gehäuse fertigte der Halleiner Tischler Jacob Daigl um 80 Gulden, 1707 wurden Gehäuse und Schleierbretter vergoldet. Sie hatte 13 Register auf zwei Manualen und Pedal, wie bei den meisten Orgeln Egedachers war das Zifferblatt einer Uhr Bestandteil des Orgelprospektes. 1837 erweiterte Karl Mauracher die Orgel auf 19 Register, wobei er allein für das Hauptwerk zehn Stimmen vorsah. Für das Positiv reichte das Geld nicht mehr aus und er erneuerte nur die „wurmstichige Flöte“.
Franz Xaver Gruber war ab 1833 Regens chori und Organist an der Stadtpfarrkirche Hallein und verfolgte, „seit längerer Zeit schon die Gebrechen der Orgel bemerkend“, einen Umbau nach seinen Intentionen. Er wandte sich u. a. an Matthäus Mauracher, der eine neue Orgel schuf, Gruber erlebte deren Fertigstellung 1864 nicht mehr.
1962/1963 veränderte die Firma Dreher & Reinisch die Matthäus Mauracher-Orgel grundlegend und baute eine elektropneumatischen Traktur ein, 2018 ersetzte Rieger Orgelbau sie komplett, lediglich das Orgelgehäuse wurde beibehalten. Am 25. November 2018 fand die Orgelweihe statt.

#### Disposition Rieger-Orgel 2018
| Hauptwerk C–g3 |       |
| Bourdun        | 16′   |
| Principal      | 8′    |
| Viola Baritona | 8′    |
| Rohrflöte      | 8′    |
| Philomela      | 8′    |
| Octave         | 4′    |
| Flauto dolce   | 4′    |
| Quinte         | 2 ⁄3′ |
| Superoctave    | 2′    |
| Mixtur IV      | 1 ⁄3′ |
| Cornett II-V   | 8′    |
| Trombone       | 8′    |

| Oberwerk C–g3   |        |
| Geigenprincipal | 8′     |
| Salicional      | 8′     |
| Unda maris      | 8′     |
| Liebl. Gedeckt  | 8′     |
| Fugara          | 4′     |
| Flauto traverso | 4′     |
| Nasard          | 2 ⁄3′  |
| Octavino        | 2′     |
| Terz            | 1 3⁄5′ |
| Bassklarinette  | 16′    |
| Oboe            | 8′     |
| Tremulant       |        |

| Pedal C–f1  |     |
| Subbass     | 16′ |
| Violonbass  | 16′ |
| Octavbass   | 8′  |
| Bassflöte   | 8′  |
| Superoctave | 4′  |
| Bombardon   | 16′ |
| Posaune     | 8′  |

- Koppeln: II/I, I/P, II/P.
- Spielhilfen: Rieger Setzersystem, Sequenzerschaltung, Kopierfunktion, Wiederholungsfunktion, Generalabsteller